# Campionati del mondo di ciclismo su pista 1982
I Campionati del mondo di ciclismo su pista 1982 si svolsero a Leicester, in Regno Unito.

## Medagliere
| Posiz. | Nazione          | Oro | Argento | Bronzo | Totale |
| ------ | ---------------- | --- | ------- | ------ | ------ |
| 1      | Germania Est     | 2   | 3       | 3      | 8      |
| 2      | Stati Uniti      | 2   | 2       | 0      | 4      |
| 3      | Paesi Bassi      | 2   | 1       | 1      | 4      |
| 4      | Unione Sovietica | 2   | 0       | 1      | 3      |
| 5      | Germania Ovest   | 1   | 3       | 2      | 6      |
| 6      | Canada           | 1   | 1       | 0      | 2      |
| 7      | Francia          | 1   | 0       | 2      | 3      |
| 8      | Giappone         | 1   | 0       | 1      | 2      |
| 9      | Svizzera         | 1   | 0       | 0      | 1      |
| -      | Cecoslovacchia   | 1   | 0       | 0      | 1      |
| 11     | Australia        | 0   | 2       | 0      | 2      |
| -      | Danimarca        | 0   | 2       | 0      | 2      |
| 13     | Italia           | 0   | 0       | 2      | 2      |
| 14     | Austria          | 0   | 0       | 1      | 1      |
| -      | Liechtenstein    | 0   | 0       | 1      | 1      |